# Cyema atrum
Cyema atrum is een straalvinnige vissensoort uit de familie van zwarte diepzeealen (Cyematidae). De wetenschappelijke naam van de soort is voor het eerst geldig gepubliceerd in 1878 door Günther.